# Punta de Palma

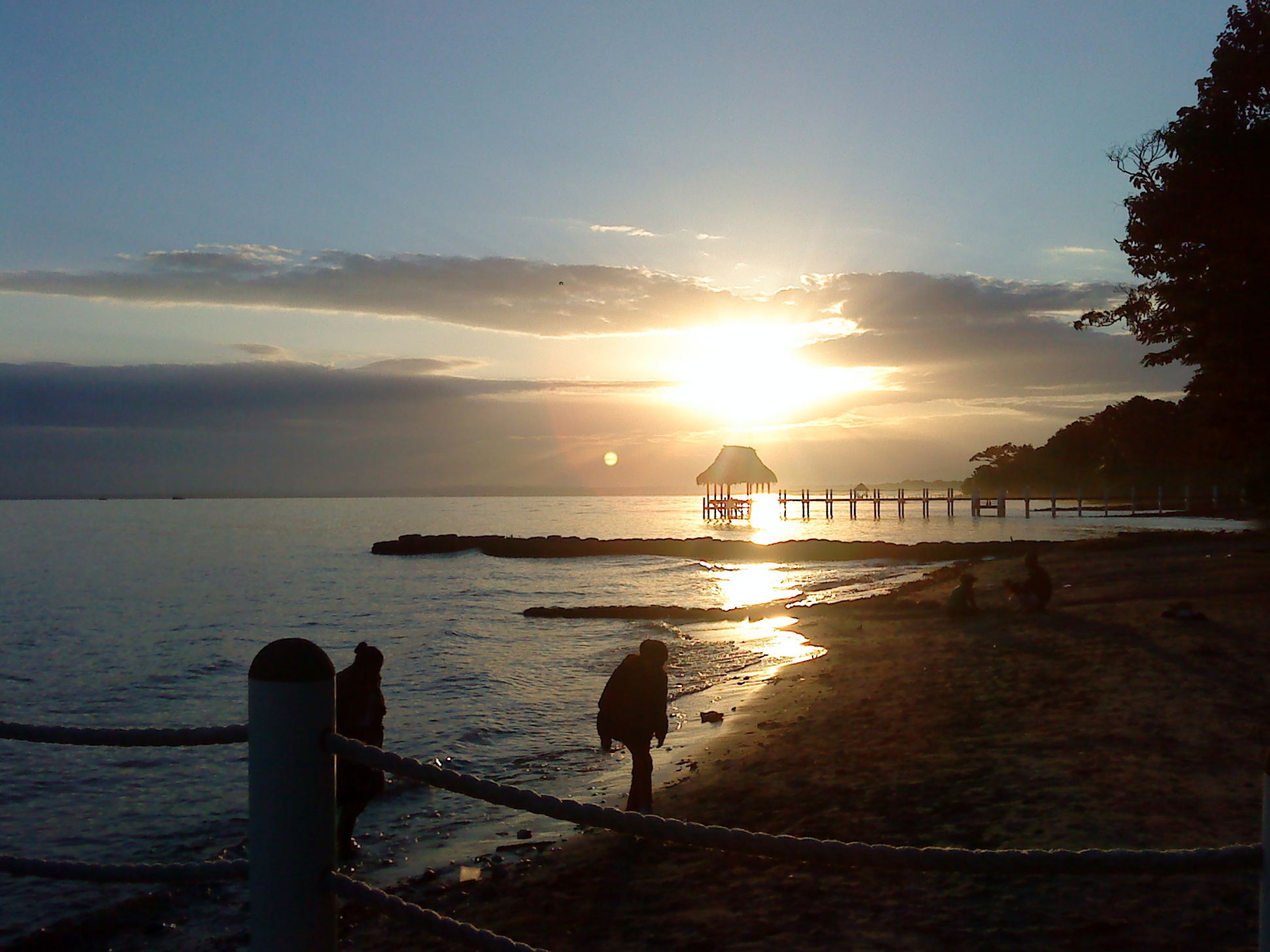
Imagen de Punta de Palma

Punta de Palma es una playa pública ubicada cerca de Puerto Barrios, Izabal,aproximadamente a unos 20 km de Santo Tomas, Puerto Barrios por terracería. La otra opción es llegar por mar en lancha desde Puerto Barrios, haciendo un recorrido de 15 minutos para llegar.
La playa se caracteriza por la arena blanca, un lugar tranquilo para descansar y tomar el sol, mientras las suaves ondas del mar bañan la orilla. En el verano está muy alegre el lugar ya que se reúnen grupos a tocar y varias atracciones acuáticas.
Es frecuentemente visitada y se pueden realizar varias actividades. En el verano miles de personas provenientes de todas partes del país, viajan  a este lugar para conocer y pasar un buen momento.